# Factorul Einstein
Factorul Einstein (engleză: The Einstein Factor) este al 47-lea episod (sezonul 4, episodul 15) al serialului de televiziune american Extratereștri antici (Ancient Aliens). Episodul a avut premiera la 18 ianuarie 2013 pe canalul History.

## Prezentare
Episodul pune problema influenței unei inteligențe extraterestre asupra unor personaje celebre din istorie, presupunând că Albert Einstein, Galileo Galilei, Arhimede sau Aristotel au primit informații din exterior în mod conștient sau nu.